# Wine Colored Roses
Albums de George Jones
Who's Gonna Fill Their Shoes
(1985) Too Wild Too Long
(1987)
Wine Colored Roses est un album de l'artiste américain de musique country George Jones. Cet album est sorti en 1986 sur le label Epic Records. Il a atteint la 5e place des charts Billboard pour les albums country. Wine Colored Roses a été certifié Disque d'or en 1994.

## Liste des pistes
| No  | Titre                                         | Auteur                      | Durée |
| --- | --------------------------------------------- | --------------------------- | ----- |
| 1.  | Wine Colored Roses                            | Dennis Knutson, A. L. Owens |       |
| 3.  | The Right Left Hand                           | Knutson, Owens              |       |
| 4.  | Don't Leave Without Taking Your Silver        |                             |       |
| 5.  | The Very Best of Me                           |                             |       |
| 6.  | Hopelessly Yours                              | Cook, Putnam, Whitley       |       |
| 7.  | You Never Looked That Good When You Were Mine | Johnny MacRae, Bob Morrison |       |
| 8.  | If Only Your Eyes Could Lie                   | John Jarrard, Bob McDill    |       |
| 9.  | Ol' Frank                                     |                             |       |
| 10. | These Old Eyes Have Seen It All               |                             |       |

## Positions dans les charts

### Album
| Chart (1986)                      | Positions |
| --------------------------------- | --------- |
| U.S. Billboard Top Country Albums | 5         |

### Singles
| Année | Single                | Positions  | Positions   |
| Année | Single                | US Country | CAN Country |
| ----- | --------------------- | ---------- | ----------- |
| 1986  | "Wine Colored Roses"  | 10         | 13          |
| 1987  | "The Right Left Hand" | 8          | 6           |
| 1987  | "I Turn to You"       | 26         | 40          |